# Torre de' Passeri
Torre de' Passeri est une commune de la province de Pescara, dans la région Abruzzes, en Italie.

## Administration
| Période                                  | Période  | Identité       | Étiquette | Qualité |
| ---------------------------------------- | -------- | -------------- | --------- | ------- |
| 14 juin 2004                             | En cours | Antonio Linari |           |         |
| Les données manquantes sont à compléter. |          |                |           |         |

### Communes limitrophes
Alanno, Bolognano, Castiglione a Casauria, Pietranico, Scafa.